# پاتوق
پاتوق یک مجموعه تلویزیونی محصول سال ۱۳۸۷–۱۳۸۶ به کارگردانی شاهین باباپور، نویسندگی مهشید تهرانی و رؤیا اسدی و تهیه‌کنندگی مجید نادری می‌باشد که از شبکه یک پخش شد. این مجموعه در ۶۷ قسمت ۳۰ دقیقه‌ای تهیه شد.

## بازیگران
- محمدعلی کشاورز (بازیگر مهمان)
- اسماعیل شنگله (بازیگر مهمان)
- علیرضا مفتخری مظاهری
- روشنک عجمیان
- الیزابت امینی
- اتابک نادری
- میکائیل شهرستانی
- مهدی موحد
- فرحناز منافی ظاهر
- مریم سلطانی
- رضا توکلی
- فاطیما بهارمست
- مهدی صبایی
- ساناز سماواتی
- آناهیتا همتی
- مریم خدامرادی
- افسانه ناصری
- محسن قاضی‌مرادی
- شهین علیزاده
- زهره حمیدی
- شهناز شهبازی
- امیررضا دلاوری
- زویا امامی
- سودابه آقاجانی
- ملکه رنجبر (بازیگر مهمان)
- شهرام عبدلی
- سعید پیردوست
- آزیتا لاچینی
- رضا بابک
- حبیب دهقان‌نسب
- کیومرث ملک‌مطیعی (بازیگر مهمان)
- داوود رشیدی (بازیگر مهمان)
- بهزاد فراهانی (بازیگر مهمان)
- اکبر عبدی (بازیگر مهمان)
- کاظم افرندنیا (بازیگر مهمان)
- جلیل فرجاد (بازیگر مهمان)
- آتش تقی‌پور (بازیگر مهمان)
- رضا خندان (بازیگر مهمان)
- مهوش وقاری (بازیگر مهمان)
- عباس محبوب (بازیگر مهمان)

## عوامل تولید
- مدیر تولید: محمود خسروی